# Petronella Johanna de Timmerman
Petronella Johanna de Timmerman (Middelburg, 31 de enero de 1723-Utrecht, 2 de mayo de 1786) fue una poetisa y científica neerlandesa.
Contrajo matrimonio en 1769 con Johann Friedrich Hennert, profesor de matemáticas, astronomía y filosofía. Durante su segundo matrimonio, realizó experimentos científicos de física con la ayuda de su esposo. Fue nombrada como miembro honorario de la academia ‘Kunstliefde Spaart Geen Vlijt' en 1774. Ella se presentó a la academia con poemas, canciones traducidas desde el francés y planeó escribir un libro de física para mujeres.
Sufrió un ataque cardíaco en 1776. Su viudo escribió una biografía de ella y publicó sus poemas.